# Rootkit

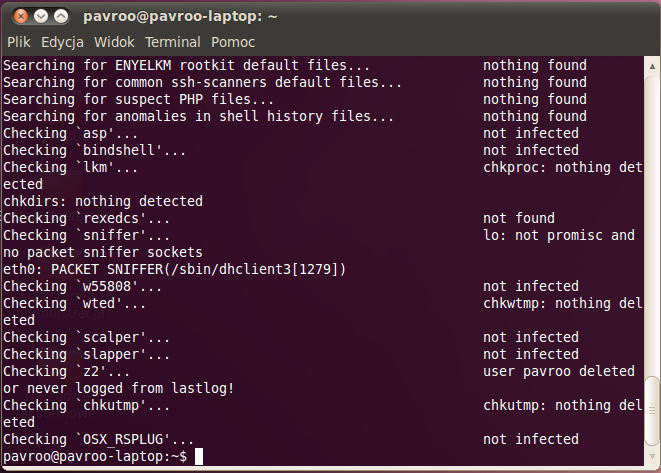
Rootkit trên Ubuntu

Rootkit (/ru:tkit/ đọc là rút-kít) là một bộ công cụ phần mềm do kẻ xâm nhập đưa vào máy tính nhằm mục đích cho phép quay lại xâm nhập máy tính đó và dùng nó cho các mục đích xấu mà không bị phát hiện, bộ công cụ này cho phép truy nhập vào hoạt động của máy tính ở mức căn bản nhất. Các mục đích của kẻ xâm nhập khi sử dụng rootkit bao gồm: 
1. thu thập dữ liệu về máy tính (kể các máy tính khác trong cùng mạng) và những người sử dụng chúng (chẳng hạn mật khẩu và thông tin tài chính),
2. gây lỗi hoặc sai trong hoạt động của máy tính
3. tạo hoặc chuyển tiếp spam

Có các rootkit khác nhau được viết cho nhiều loại hệ điều hành như Linux, Solaris và các phiên bản Microsoft Windows.
Từ "rootkit" trở nên phổ biến khi có cuộc tranh luận về chống sao chép CD Sony 2005, trong đó các đĩa CD nhạc của Sony BMG cài một roolkit vào các PC chạy Microsoft Windows.